# Dzieła Constantina von Economo

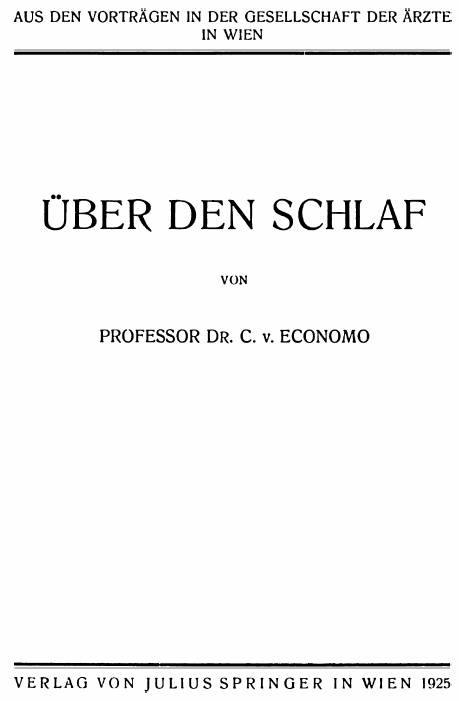
Strona tytułowa niemieckiego wydania monografii o śnie

Constantin von Economo (1876–1931) – rumuńsko-austriacki neurolog, przez ponad 30 lat pracy naukowej pozostawił około 4 monografii i 140 artykułów naukowych, nie licząc zachowanych referatów i listów. Poniżej znajduje się chronologicznie uporządkowana lista jego dzieł.
1899
- Economo CJ. Zur Entwicklung der Vogelhypophyse. „Sitzungsberichte. Kaiserliche Akademie der Wissenschaften in Wien, Mathematisch-Naturwissenschaftliche Klasse”. 108, s. 281–298, 1899.

1902
- Economo CJ. Die centralen Bahnen des Kau- und Schluckactes. „Archiv für die gesammte Physiologie des Menschen und der Thiere”. 91 (11-12), s. 629-643, 1902. DOI: 10.1007/BF01659665.

1906
- Economo CJ. Beiträge zur normalen Anatomie der Ganglienzelle. „Archiv für Psychiatrie und Nervenkrankheiten”. 41, s. 158-201, 1906. DOI: 10.1007/BF02054490.

1909
- Economo C. Über das Vorkommen von Neuritis optica bei Tetanie. „Wiener klinische Rundschau”. 23, s. 774–777, 1909.
- von Economo C, Karplus JP. Zur Physiologie und Anatomie des Mittelhirns. „Archiv für Psychiatrie und Nervenkrankheiten”. 46 (2), 1909. DOI: 10.1007/BF02012915.
- von Economo CJ, Karplus JP. Pedunculusdurchschneidungen und experimentelle Chorea. „Deutsche Zeitschrift für Nervenheilkunde”. 36, s. 166–172, 1909.
- E. Redlich, C. von Economo: Demonstration mikroskopischer Präparate eines Falles von multiple Sklerose mit Psychose. Wiener klinische Wochenschrift 22, ss. 798–799 (1909)

1910
- C.J. von Economo, J.P. Karplus, Zur Physiologie und Anatomie des Mittelhirns. Pesdurchtrennungen mit Rindenreizungen, experimenteller Chorea, Beiträgen zur Faseranatomie des Hirnstamms usw, Arch Psychiat Nervenheilk 46 (1910) 275–356.
- C.J. von Economo, J.P. Karplus, Zur Physiologie und Anatomie des Mittelhirns. Pesdurchtrennungen mit Rindenreizungen, experimenteller Chorea, Beiträgen zur Faseranatomie des Hirnstamms usw. Fortsetzung und Schluss, Arch Psychiat Nervenheilk 46 (1910) 377–429.
- K. von Economo, Beitrag zur Kasuistik und zur Erklärung der posthemiplegischen Chorea, Wiener klinische Wochenschrift 23 (1910) 429–431.

1911
- D. Economo, Les phases de la propriété foncière en Roumanie jusqu’aux lois agraires de 1907. (Thèse pour le Doctorat, Faculté de Droit de l’Université de Paris), Jouvé & Cie, Imprimeurs-Éditeurs, Paris, 1911. 228 p.
- von Economo C. Über dissoziierte Empfindungslähmung bei Ponstumoren und über die zentralen Bahnen des sensiblen Trigeminus. „Jahrbücher für Psychiatrie und Neurologie”. 32, s. 107–138, 1911.

1913
- Economo C. Über einige neuere Gesichtspunkte zur Pathogenese, Diagnostik und Therapie der progressiven Paralyse. „Wiener medizinische Wochenschrift”. 63, s. 2094–2100, 1913.

1914
- K. von Economo, Die hereditären Verhältnisse bei der Paranoia querulans. (Festschrift zur Feier des 25 Jährigen Professoren-Jubiläums von Hofrat Prof. Dr. Julius Wagner R. von Jauregg), Jahrbücher für Psychiatrie und Neurologie 36 (1914) 418–442.

1918
- C. von Economo, Die hereditären Verhältnisse bei der Paranoia querulans (Referat: K. Löwenstein, Berlin), Zeitschr Ges Neurol Psychiatr (Refer. Ergebn.) 12 (1916) 420–421.

1917
- von Economo C. Encephalitis lethargica. „Wiener Klinische Wochenschrift”. 30, s. 581–585, 1917.
- von Economo C. Neue Beiträge zur Encephalitis lethargica. „Neurologische Centralblatt”. 36, s. 866–878, 1917.
- C. von Economo, Die Encephalitis lethargica (Festschrift zur Feier des 70 Geburtstages von Hofrat Prof. Dr. H. Obersteiner), Jahrbücher für Psychiatrie und Neurologie 38, ss. 253–331 (1917)

1918
- von Economo C: Die Encephalitis lethargica (Mit zwölf lithographischen Tafeln). Leipzig-Wien: Franz Deuticke, 1918, s. 1-79.
- von Economo C, von Wiesner R. Encephalitis lethargica (Verein fur Psychiatrie und Neurologie in Wien, Sitzung vom 10 Juli 1917). „Wiener Medizinische Wochenschrift”. 68, s. 1055–1056, 1918.
- C. von Economo, Zwei weitere Fälle über Encephalitis lethargica (Verein für Psychiatrie und Neurologie in Wien, Sitzung vom 10 Juli 1917), Wiener klinische Wochenschrift 31 (1918) 850–851.
- C. von Economo, Wilsons Krankheit und das Syndrôme du corps strié, Zeitschr Ges Neurol. Psychiatr. 43 (1918) 173–209.
- C.J.F. von Economo, Memorandum betreffs des derzeitigen Standes und der notwendigen Förderung eines Luftverkehrs, Mitteil. k. k. Österr. Aёro-Clubs (Wien) 5 (1918) 21–31.
- C. von Economo, A. Fuchs, O. Pötzl, Die Nachbehandlung der Kopfverletzungen. (Festgabe an Dr. August Forel zu seinem siebzigsten Geburtstage), Zeitschr Ges Neurol Psychiatr (Berlin) 43 (1918) 276–341.

1919
- von Economo C. Ein Fall von chronischer schubweise verlaufender Encephalitis lethargica (Bemerkungen zur Frage Grippeenzephalitis und E. lethargica). „Münchener medizinische Wochenschrift”. 66, s. 1311–1313, 1919.
- C. von Economo, Grippe-Enzephalitis und Encephalitis lethargica, Wiener klinische Wochenschrift 32 (1919) 393–396
- C. von Economo, Anatomische Präparate von je zwei Fällen von Enzephalitis und von Myelitis nach Grippe, Wiener klinische Wochenschrift 32 (1919) 995
- C. von Economo, Demonstration von Präparaten uber Enzephalitis und Myelitis nach Grippe, Wiener klinische Wochenschrift 69 (1919) 1672–1673.
- C. Economo, A. Fuchs, Nachbehandlung der Kopfverwundeten, Wiener Medizinische Wochenschrift 69 (1919) 1885–1890, 1942–1948, 1995–2001.

1920
- C. Economo, P. Schilder, Eine der Pseudosklerose nahestehende Erkrankung im Praesenium, Zeitschr Ges Neurol Psychiatr (Berlin) 55 (1920) 1–26.
- C. von Economo, Grippe-encephalitis und encephalitis lethargica (Referat von P. VonderMühll), Schweiz. Med. Wochenschr. (Basel) 1 (1920) 338.
- C. von Economo, Encephalitis lethargica subchronica, Wiener Arch Inn Med 1 (1920) 371–390.
- C. von Economo, L’encefalite letargica, Il Policlinico Sez. Med. (Roma) 27 (1920) 93–148.
- C. von Economo, Die encephalitis lethargica—Epidemie von 1920 (hyperkinetisch-myelitische form), Wiener Klinische Wochenschrift 33 (329–331) (1920) 361–364.
- C. von Economo, Considérations sur l’épidémologie de l’Encéphalite léthargique et sur ses différentes formes, Schweiz. Arch Neurol Psychiat. (Zürich) 6 (1920) 276–293.
- C. von Economo, L’encéphalite léthargique, Gaz Hebd Sci Méd. Bordeaux 41 (1920) 399
- C. von Economo, Zur encephalitis lethargica (Bemerkungen zum gleichnamigen Artikel G. Bernhardts und A. Simons in Nr. 22 dies. Centr. 1919), Neurologisches Centralblatt 39 (1920) 218–220.

1921
- C. von Economo, Über encephalitis lethargica epidemica ihre Behandlung und ihre Nachkrankheiten, Wiener Med Wochenschr 71 (1921) 1321–1328.

1922
- C. von Economo, Ueber den Wert der genealogischen Forschung für die Einteilung der Psychosen – speziell der Paranoia – und über die Regel vom gesunden Drittel, Münch Med Wochenschr 69 (1922): 227–229.

1923
- C. von Economo, Encephalitis lethargica (Referat, erstattet auf dem 35 Kongreß für innere Medizin am 9 April 1923), Wiener Med Wochenschr. 73 (1923) 777–782, 835–838, 1113–1117, 1243–1249, 1334–1338
- C. von Economo, G.N. Koskinas, Die sensiblen Zonen des Großhirns, Klin Wochenschr (Berlin) 2 (1923) 905.
- C. von Economo, Encephalitis lethargica (Referat am Fünfunddreissigster Kongress, Gehalten in Wien, vom 9–12 April 1923), Verhandl Deutsch Gesellsch Inn Med  35 (1923) 10–44 (Diskussion, 72–78).
- C. von Economo, L’encefalite letargica epidemica, Osped Maggiore (Milan) 11 (1923) 131–132.

1924
- von Economo C: Neueres über die Anatomie und Physiologie des Mittelhirns, Zwischenhirns und der Stammganglien. Wien: Julius Springer, 1924. Brak numerów stron w książce
- C. von Economo, Neueres über die Anatomie und Physiologie des Mittelhirns, Zwischenhirns und der Stammganglien. (Fortbildungsvortrag, Beilage zu Heft 22 der W.kl.W.), Wiener Klin Wochenschr 37 (1924) 1–8.

1925
- C. von Economo, Über den feineren Bau des Uncus, Anat Anzeig. Centralbl Ges Wissensch Anat (Jena) 60 (1925) 406–414.
- C. von Economo, Die fünf Bautypen der Grosshirnrinde, Schweiz. Arch Neurol Psychiatr.  16 (1925) 260–269.
- C. von Economo, Über den Schlaf. (Festvortrag erscheint ausführlich in dieser Nummer), Wiener Klinische Wochenschrift 38 (1925) 370.
- C. von Economo, Über den Schlaf. (Aus den Vorträgen in der Gesellschaft der Ärzte in Wien, gehalten am 26 März 1925). Sonderabdruck aus der Wiener Klinische Wochenschrift, vol. 38, Heft 13, 1925, pp. 1–14.
- C. von Economo, Ueber den Schlaf. (Gesellschaft der Aerzte in Wien. Eigener Bericht. Sitzung vom 20 März 1925), Münch Med Wochenschr 72 (1925) 790–791.
- C. von Economo, Über den Schlaf. (Berichte aus den wissenschaftlichen Vereinen, Gesellschaft der Aerzte in Wien), Wiener Med Wochenschr 75 (1925) 873–876.
- C.F. von Economo, G.N. Koskinas, Die Cytoarchitektonik der Hirnrinde des Erwachsenen Menschen, Verlag von Julius Springer, Wiedeń-Berlin, 1925, 810 p. + CXII Tables.

1926
- Die Pathologie des Schlafes. W: von Economo C: Handbuch der normalen und pathologischen Physiologie. T. 17. Berlin: Verlag von Julius Springer, 1926, s. 501-610.
- von Economo C. Über den feineren Bau des Uncus. „Anat Anz”, 1926.brak numeru strony
- von Economo C. Ein Koeffizient für die Organisationsröhe der Grosshirnrinde. „Klinische Wochenschrift”. 5. 14, 1926. DOI: 10.1007/BF01712216.
- von Economo C. Über den Zusammenhang der Gebilde des Retrosplenium. „Zeitschr Zellforsch Mikrosk Anat (Berlin)”. 3, s. 449–460, 1926. DOI: 10.1007/BF00376583.
- Die encephalitis lethargica epidemica ("Schlafkrankheit") und ihr Verhältnis zu Grippe und Krieg. W: von Economo C: Volksgesundheit im Krieg, II. Teil, Wirtschafts-und Sozialgeschichte des Weltkrieges—Österreichische und Ungarische Serie, Carnegie-Stiftung für Internationalen Frieden. C. Pirquet (red.). Wiedeń: Hölder-Pichler-Tempsky AG, 1926, s. 67–70.
- C. von Economo, Studien über den Schlaf, Wiener Med Wochenschr. 76 (1926) 91–92.
- C. von Economo, Mikroskopische Pr¨aparate der “parasensorischen” Rindenfelder (Verein f¨ur Psychiatrie und Neurologie in Wien. Sitzung vom 9 M¨arz 1926) Klin, Wochenschr. (Berl.) 5 (1926) 967.
- C. von Economo, Eine neue Art Spezialzellen des Lobus cinguli und Lobus insulae, Zeitschr. Ges. Neurol Psychiatr (Berlin) 100 (1926) 706–712.
- C. von Economo, Ein Koeffizient f¨ur die Organisationsh¨ohe der Grosshirnrinde (Zellanzahl derselben und einige andere Cortex-Maße), Klin. Wochenschr. (Berlin) 5 (1926) 593–595.
- C. von Economo, Die Bedeutung der Hirnwindungen (Festband f¨ur Hobart Kraepelin), Allgem. Zeitschr. Psychiatr. Psych. Gerichtl. Med. (Berlin) 84 (1926) 123–132.
- C. von Economo, Über die Bedeutung der Hirnwindungen (Verein fu¨r Psychiatrie und Neurologie in Wien. Sitzung vom 10 November 1925), Klin Wochenschr (Berlin) 5 (1926) 246–247.

1927
- C. von Economo, Diskussions bemerkungen zum Ref. O. Vogt auf der Jahresversammlung des Deutsches Verein für Psychiatrie in Düsseldorf, Zentralbl Ges Neurol Psychiatr (Berlin) 45 (1927) 512–516.
- C. von Economo, Einführung in den Zellaufbau der Großhirnrinde (Vortrag, gehalten im Rahmen der Fortbildungskurse), Wiener Med. Wochenschr 77 (1927) 1226–1229.
- K. von Economo, Encephalitis lethargica, Wiener Med Wochenschr 77 (1927) 766–767.
- C. von Economo, L’Architecture Cellulaire Normale de l’ Écorce Cérébrale (Édition Française par Ludo van Bogaert), Masson, Paris, 1927, 183 p.
- von Economo C: Zellaufbau der Grosshirnrinde des Menschen: zehn Vorlesungen (mit 61 Abbildungen). Berlin: Verlag von Julius Springer, 1927, s. 1-146.

1928
- von Economo C. Théorie du sommeil. „J Neurol Psychiat (Bruksela)”. 28, s. 437–464, 1928.
- von Economo C. Die Nachkrankheiten der Encephalitis lethargica, ihr Wesen und ihre Behandlung. „Therap Gegenw (Berlin)”. 69, s. 529–532, 1928.
- von Economo C. Die progressive Zerebration, ein Naturprinzip (Festschrift für Hofrat Wagner von Jauregg). „Wiener Medizinische Wochenschrift”. 78, s. 900–904, 1928.
- Economo C-V. La cytoarchitectonie et la cérébration progressive. „Revue Neurologique (Paryż)”. 50, s. 643–672, 1928.
- von Economo C: La Citoarchitettonica della Corteccia Cerebrale Umana. tłum. C. Enderle, przedmowa G. Mingazzini. Bolonia: Editore Licinio Cappelli, 1928, s. 1-192.
- von Economo C. Bemerkungen zu dem Aufsatz von Marthe Vogt Über omnilaminäre Strukturdifferenzen und lineare Grenzen der architektonischen Felder der hinteren Zentralwindung des Menschen. „J Psychol Neurol (Lipsk)”. 36, s. 320–322, 1928.
- von Economo C. Die parasensorischen Zonen. „Psychiatr Neurol Wochenschr (Lipsk)”. 30, s. 129–134, 1928.

1929
- von Economo C: The cytoarchitectonics of the human cerebral cortex. S. Parker (tłum.). Londyn: Humphrey Milford; Oxford University Press, 1929, s. xii + 186.
- C. von Economo, Wie sollen wir Elitegehirne verarbeiten? (Mit 22 Abbildungen im Text), Verlag von Julius Springer, Berlin, 1929, 87 p.
- C. von Economo, Diseases of the Nervous System by Smith Ely Jelliffe und William White (Literarische Anzeigen), Wiener Med. Wochenschr. 79 (1929) 884.
- Die Encephalitis lethargica, ihre Nachkrankheiten und ihre Behandlung. Berlin-Vienna: Urban & Schwarzenberg, 1929, s. 1-251.
- von Economo C. Der Zellaufbau der Grosshirnrinde und die progressive Cerebration. „Ergebnisse der Physiologie”. 29. 1, s. 83-128, 1929. DOI: 10.1007/BF01942021.
- Der Schlaf als Lokalisationsproblem. W: Der Schlaf. Mitteilungen und Stellungnahme zum derzeitigen Stande des Schlafproblems. David Sarason (red.). Monachium: J. F. Lehmanns Verlag, 1929, s. 38-54.
- von Economo C. Schlaftheorie. „Ergebnisse der Physiologie (Monachium)”. 28. 1, s. 312-339, 1929. DOI: 10.1007/BF01924583.
- von Economo C. Wie sollen wir Elitegehirne verarbeiten?. „Zeitschr Ges Neurol Psychiat”. 121, s. 323–409, 1929.
- C. von Economo, Encéphalo-myélite subaigue diffuse de Cruchet et encéphalite léthargique épidémique (Trad du Dr. Ludo van Bogaert), Presse Méd. 37 (1929) 798–800.
- C. von Economo, Encéphalite léthargique et encéphalomyélite subaiguë diffuse de Cruchet (Trad. du Dr. Ludo van Bogaert), J Neurol Psychiat (Bruksela) 29 (1929) 71–74.
- Arbeiten aus der Hirnforschungsabteilung. C. von Economo (red.). Wiedeń: Verlag von Julius Springer, 1929. Brak numerów stron w książce
- C. von Economo, Die encephalitis lethargica epidemica und die Encéphalomyélite subaiguë diffuse von Cruchet, zwei verschiedene Erkrankungen, Psychiat Neurol Wochenschr 31 (1929) 336–339.
- C. von Economo, Cruchet’s "encéphalomyélite subaiguë diffuse" and epidemic encephalitis lethargica, Lancet 217 (1929) 121–122.
- C. von Economo, Sind die encephalitis lethargica (epidemica) und die Encéphalomyélite (von Cruchet) ein und dieselbe Erkrankung?—Nein, Zeitschr Ges Neurol Psychiat (Berlin) 120 (1929) 265–285.
- C. von Economo, Encephalitis lethargica (epidemica), Neue Deutsche Klin 53 (1929) 106–135.
- C. von Economo, Encefalite letargica ed encefalomielite subacuta diffusa di Cruchet, Giorn Clin Med 10 (1929) 146–149.
- C. von Economo, Encephalitis lethargica und encephalomyelite subaigue diffuse von Cruchet, Wiener Klinische Wochenschrift 42 (1929) 366–368.
- C. von Economo, Encephalitis lethargica and encéphalomyélite subaiguë diffuse of Cruchet (Sam Parker, M.D., Trans.), J Am Med Assoc 92 (1929) 1703–1704.
- C. von Economo, Encephalitis lethargica (epidemica), Neue Deutsche Klin 53 (1929) 106–135.

1930
- C. von Economo, Some new methods for studying brains of exceptional people (encephalometry and braincasts) (Presentation with models and demonstration at the New York Academy of Medicine, Section on Neurology, December 3, 1929), J Nerv Ment Dis 72 (1930) 125–134
- C. von Economo, L. Horn, Über Windungsrelief, Maße und Rindenarchitektonik der Supratemporalfl¨ache, ihre individuellen und ihre Seitenunterschiede, Zeitschr Ges Neurol Psychiatr (Berlin) 130 (1930) 678–757.
- von Economo C. Cytoarchitectony and progressive cerebration (Presented at the Dedication of the Psychiatric Institute and Hospital, New York, December 4, 1929). „Psychiatric Quarterly”. 4. 1, s. 142-150, 1930. DOI: 10.1007/BF01563205.
- C. von Economo, Über die Notwendigkeit der Neurochirurgie als Spezialfach, Wiener Med. Wochenschr 80 (1930) 553–557.
- C. von Economo, Zur Frage des Vorkommens der Affenspalte beim Menschen im Lichte der Cytoarchitektonik, Zeitschr Ges Neurol Psychiatr (Berlin) 130 (1930) 419–531.
- C. von Economo, Nochmals zur Frage der arealen Grenzen in der Hirnrinde (Antwort auf die Vogtschen Darstellungen), Zeitschr Ges Neurol Psychiatr (Berlin) 124 (1930) 309–316.
- C. von Economo, Nachtrag zu der obigen Arbeit von Dr. Aldama über: Die Hirnrinde des 1 jährigen und 5 jährigen Kindes, Zeitschr Ges Neurol Psychiatr (Berlin) 130 (1930) 626–630.
- C. von Economo, Some new methods of studying the brains of exceptional persons (encephalometry and brain casts), J Nerv Ment Dis 71 (1930) 300–302.
- C. von Economo. Centro per la regolazione del sonno. Giorn Clin Med 11 (1930) 117–131.
- C. von Economo, Sleep as a problem of localization (Paper read before the College of Physicians and Surgeons, Columbia University, New York, December 3, 1929), J Nerv Ment Dis 71 (1930) 249–259.
- C. von Economo, Beitrag zur Cytoarchitektonik des Operculum Rolando, Zeitschr Ges Neurol Psychiatr (Berlin) 130 (1930) 775–780.
- C. von Economo, Wie sollen wir Elitegehirne verarbeiten? (Referat: Tramer, Solothurn), Schweiz. Arch. Neurol. Psychiatr. (Zurych) 24 (1930) 306–309.

1931
- C. von Economo, Centro nervoso per la regolazione del sonno, Giorn Clin Med 12 (1931) 619–633.
- C. von Economo, À propos des encéphalites infectieuses non suppurées, Rev Neurol (Paryż) 53 (1931) 443–445.
- von Economo C: Encephalitis lethargica: its sequelae and treatment. K. O. Newman (tłum. i red.). Londyn: Oxford University Press, 1931, s. xiv + 200 ss.
- von Economo C. Probleme der Hirnforschung. „Med Klin (Berlin)”. 27, s. 983–986, 1931.
- C. von Economo, Gibt es verschiedene Arten von epidemisch auftretenden Encephalitiden oder gehören sie alle zur encephalitis lethargica? (Seminarabend des Wiener medizinischen Doktorenkollegiums, Sitzung vom 30 März 1931), Wiener Klin Wochenschr. 44 (1931) 1349–1351.
- C. von Economo, Gibt es verschiedene Arten von epidemisch auftretender encephalitis oder gehören alle zur encephalitis lethargica? Wiener Klin. Wochenschr. 44 (1931) 594
- C. von Economo, Besteht im Zentralnervensystem ein Zentrum, das den Schlaf reguliert? (Seminarabend des Wiener medizinischen Doktorenkollegiums, Sitzung vom 30 März 1931), Wiener Klin. Wochenschr. 44 (1931) 1603–1604.
- C. von Economo, Encephalitis Lethargica—Its Sequelae and Treatment (K.O. Newman, Trans.), Oxford University Press, London, 1931, 200 ss.
- C. Economo, Progressive Cerebration und die organischen Grundlagen der Begabungen, Wiener Med. Wochenschr. 81 (1931) 473–475.
- C. Economo, Ueber progressive Cerebration und die Erforschung der organischen Grundlagen der Begabungen, Wiener Klin Wochenschr. 44 (1931) 433–434.
- C. Economo, Inwiefern entsprechen die verschiedenen zytoarchitektonischen Großhirnfelder den aus der Physiologie bekannten Großhirnzentren? Wiener Klinische Wochenschrift 44 (1931) 594–596.
- C. Economo, Ueber progressive Cerebration und über die Erforschung der anatomischen Grundlagen der Begabungen (Festvortrag, gehalten am 20. März 1931 in der Gesellschaft der Aerzte in Wien), Wiener Klinische Wochenschrift 44 (1931) 597–602.
- C. Economo, Eröffnung der Sitzung: Die psychiatrischen und neurologischen Indikationen zur Unterbrechung der Schwangerschaft, Wiener Klinische Wochenschrift 44 (1931) 897.
- C. Economo, Historischer Rückblick: Die psychiatrischen und neurologischen Indikationen zur Unterbrechung der Schwangerschaft, Wiener medizinische Wochenschrift 81 (1931) 1253.
- C. Economo, Die beiden Vereine erklären es für eine absolute Notwendigkeit (Resolution), Wiener medizinische Wochenschrift 81 (1931) 1255.
- C. von Economo, Cerebracion progresiva y fundamentos del talento, Arch Neurobiol 11 (1931) 103–120. (hiszp.)
- C. von Economo, Vorwort, [w:] A. Poller, E.B. Poller, E. Fetscher, Das Pollersche Verfahren zum Abformen an Lebenden und Toten sowie an Gegenst¨anden: Anleitung f¨ur Mediziner, Anthropologen, Kriminalisten, Museumspr¨aparatoren, Pr¨ahistoriker, K¨unstler, Handfertigkeitslehrer, Amateure, Urban & Schwarzenberg, Berlin und Wien, 1931, pp. v–x.
- C. von Economo, Probleme der Hirnforschung (Vortrag, gehalten bei der Eroeffnung der Hirnforschungsabteilung der Psychiatrischen Klinik in Wien am 7. Mai 1931), Med. Klin. Wochenschr. Prakt. Ärzte (Berlin) 27 (1931) 983–986.
- C. von Economo, Professor Emil Redlich, Zeitschr. Ges. Neurol. Psychiatr. (Berlin) 133 (1931) 325–328.

1932
- C. von Economo, Gibt es verschiedene Arten von epidemisch auftretenden Encephalitiden oder gehören sie alle zur encephalitis lethargica? Ärztl. Praxis 6 (1932) 4–6.
- C. von Economo, Zur Frage der infektiösen, nicht eitrigen Encephalitiden, [w:] B. Brouwer, B. Sachs, H.A. Riley, C. Dubois, R.F. von Fischer, P. Schnyder (Eds.), Comptes Rendus du 1er Congrès Neurologique International, Berne (Suisse), 31 Août–4 Septembre 1931, Stämpfli and Cie., Berne, 1932, pp. 195–197.
- C. von Economo, Bemerkungen zur Frage der infektiösen nicht eitrigen Enzephalitiden, Deutsch Zeitschrift für Nervenheilkunde 124 (1932) 84–87.
- C. von Economo, Enzephalitis (Medizinisches Doktorenkollegium, Wien), Med Klin Wochenschr Prakt Ärzte  (Berlin) 28 (1932) 986–987.
- C. von Economo, Schlafzentrum (Medizinisches Doktorenkollegium, Wien), Med Klin Wochenschr Prakt. Ärzte (Berlin) 28 (1932) 987.
- C. von Economo, La Encefalitis Letárgica, sus Secuelas y su Tratamiento (J. López Ibor, Trans.), S.A. Espasa-Calpe, Madryt, 1932, 261 ss.

Pośmiertne
- C. von Economo: Problems of brain research (Address at the opening of the Division of Brain Research of the Psychiatric Clinic in Vienna, May 7, 1931), [w:] L. van Bogaert, J. Théodoridès (red.), Constantin von Economo: The Man and the Scientist, Verlag der Österreichischen Akademie der Wissenschaften, Wien, 1979, pp. 113–120.
- C. von Economo, Address on the occasion of dual centenaries of Pinel and Vulpian [1927], in: L. van Bogaert, J. Théodoridès (red.), Constantin von Economo: The Man and the Scientist, Verlag der Verlag der Österreichischen Akademie der Wissenschaften, Wien, 1979, p. 17.
- C. von Economo, Address commemorating the thirtieth anniversary of the Aero Club, March 1931, [w:] K.F. Schöonburg-Hartenstein von Economo, J. von Wagner-Jauregg (red.), Baron Constantin von Economo: His Life and Work, Free Press Interstate Printing Corp., Burlington, VT, 1937, pp. 103–106.
- C. von Economo, Problems of brain research (Address at the opening of the Division of Brain Research of the Psychiatric Clinic in Vienna, May 7, 1931), in: K.F. Schöonburg-Hartenstein von Economo, J. von Wagner-Jauregg (Eds.), Baron Constantin von Economo: His Life and Work, Free Press Interstate Printing Corp., Burlington, VT, 1937, pp. 109–121.
- C. von Economo, Response to the address of Aero Club president Alexander Cassinone [1927], in: K.F. Schöonburg-Hartenstein von Economo, J. von Wagner-Jauregg (Eds.), Baron Constantin von Economo: His Life and Work, Free Press Interstate Printing Corp., Burlington, VT, 1937, p. 13.
- C. von Economo, Festrede anläßlich des dreißigjährigen Bestandes des Aeroklubs, März 1931. in: K.F. Schöonburg-Hartenstein von Economo, J. von Wagner-Jauregg (Eds.), Constantin Freiherr von Economo: Sein Leben und Wirken, zweite Aufl., Mayer & Comp., Wien, 1934, pp. 67–70.
- C. von Economo, Aufgabe der modernen Hirnforschung [1931], in: K.F. Schönburg-Hartenstein von Economo, J. von Wagner-Jauregg (Eds.), Constantin Freiherr von Economo: Sein Leben und Wirken, zweite Aufl., Mayer & Comp., Wien, 1934, p. 88.
- C. von Economo, Probleme der Hirnforschung (Vortrag, gehalten bei der Er¨offnung der Hirnforschungsabteilung der Psychiatrischen Klinik in Wien, am 7. Mai 1931), in: K.F. Schoenburg-Hartenstein von Economo, J. von Wagner-Jauregg (Eds.), Constantin Freiherr von Economo: Sein Leben und Wirken, zweite Aufl., Mayer & Comp., Wien, 1934, pp. 73-85.
- C. von Economo, Antwort zur Festrede des Präsidenten des Aeroklubs Alexander Cassinone [1927], in: K.F. Schönburg-Hartenstein von Economo, J. von Wagner-Jauregg (Eds.), Constantin Freiherr von Economo: Sein Leben und Wirken, zweite Aufl., Mayer & Comp., Wien, 1934, pp. 16–17.
- C. von Economo, Discussion on the relation of Neurology to General Medicine and Psychiatry in Universities and Hospitals at the various countries, [w:] B., Brouwer, B., Sachs, H.A., Riley, C., Dubois, R.F., von Fischer, P., Schnyder (Eds.), Comptes Rendus du 1er Congrès Neurologique International, Berne (Suisse), 31 Aôut–4 Septembre 1931, Stämpfli & Cie., Berne, 1932, p. 375.
- C. von Economo, Discussion on the formation of an International Neurological Association, in: B., Brouwer, B., Sachs, H.A., Riley, C., Dubois, R.F., von Fischer, P., Schnyder (Eds.), Comptes Rendus du 1er Congr`es Neurologique International, Berne (Suisse), 31 Aôut–4 Septembre 1931, Stämpfli & Cie., Berne, 1932, p. 350.
- C. von Economo, Das Verhältnis der Neurologie zur allgemeinen Medizin und zur Psychiatrie in Österreich, in: B., Brouwer, B., Sachs, H.A., Riley, C., Dubois, R.F., von Fischer, P., Schnyder (Eds.), Comptes Rendus du 1er Congrès Neurologique International, Berne (Suisse), 31 Aôut–4 Septembre 1931, Stämpfli & Cie., Berne, 1932, p. 372.